# Biskupi przemyscy
Biskupi przemyscy – rzymskokatoliccy biskupi diecezjalni i biskupi pomocniczy diecezji przemyskiej (od 1992 archidiecezji).

## Biskupi

### Biskupi diecezjalni
| Lata urzędowania | Biskup | Biskup                           | Uwagi |
| ---------------- | ------ | -------------------------------- | --- |
| ?–1351?          |        | Iwan                             | |
| 1353-przed 1375  |        | Mikołaj Rusin                    | |
| 1377–1391        |        | Eryk z Winsen                    | |
| 1392–1420        |        | Maciej Janina                    | |
| 1420–1435        |        | Janusz z Lubienia                | |
| 1436–1452        |        | Piotr z Chrząstowa               | |
| 1452–1474        |        | Mikołaj z Błażejowa              | |
| 1479–1481        |        | Andrzej Oporowski                | następnie biskup diecezjalny włocławski                                                                         |
| 1482–1484        |        | Piotr Moszyński                  | następnie biskup diecezjalny włocławski                                                                         |
| 1484–1485        |        | Jan Kaźmierski                   | |
| 1486–1492        |        | Jan z Targowiska                 | |
| 1492–1498        |        | Mikołaj Krajowski                | |
| 1501–1503        |        | Andrzej Boryszewski              | administrator apostolski, następnie arcybiskup metropolita gnieźnieński, prymas Polski                          |
| 1503–1514        |        | Maciej Drzewicki                 | następnie biskup diecezjalny włocławski, późniejszy arcybiskup metropolita gnieźnieński, prymas Polski          |
| 1514–1520        |        | Piotr Tomicki                    | następnie biskup diecezjalny poznański, późniejszy biskup diecezjalny krakowski                                 |
| 1520–1523        |        | Rafał Leszczyński                | następnie biskup diecezjalny płocki                                                                             |
| 1523–1527        |        | Andrzej Krzycki                  | następnie biskup diecezjalny płocki, późniejszy arcybiskup metropolita gnieźnieński, prymas Polski              |
| 1527–1531        |        | Jan Karnkowski                   | następnie biskup diecezjalny włocławski                                                                         |
| 1531–1535        |        | Jan Chojeński                    | następnie biskup diecezjalny płocki, późniejszy biskup diecezjalny krakowski                                    |
| 1535–1537        |        | Piotr Gamrat                     | następnie biskup diecezjalny płocki, krakowski i gnieźnieński, prymas Polski                                    |
| 1537–1544        |        | Stanisław Tarło                  | |
| 1545–1559        |        | Jan Dziaduski                    | |
| 1560             |        | Filip Padniewski                 | następnie biskup diecezjalny krakowski                                                                          |
| 1560–1572        |        | Walenty Herburt                  | |
| 1574–1577        |        | Łukasz Kościelecki               | następnie biskup diecezjalny poznański                                                                          |
| 1577–1580        |        | Wojciech Staroźrebski Sobiejuski | |
| 1583–1584        |        | Jan Borukowski                   | |
| 1585–1591        |        | Wojciech Baranowski              | następnie biskup diecezjalny płocki, włocławski, gnieźnieński, prymas Polski                                    |
| 1591–1601        |        | Wawrzyniec Goślicki              | następnie biskup diecezjalny poznański                                                                          |
| 1601–1608        |        | Maciej Pstrokoński               | następnie biskup diecezjalny włocławski                                                                         |
| 1608–1619        |        | Stanisław Sieciński              | |
| 1619–1624        |        | Jan Wężyk                        | następnie biskup diecezjalny poznański, późniejszy arcybiskup metropolita gnieźnieński, prymas Polski, interrex |
| 1624–1627        |        | Achacy Grochowski                | następnie biskup diecezjalny łucki                                                                              |
| 1627–1631        |        | Adam Nowodworski                 | następnie biskup diecezjalny poznański                                                                          |
| 1631–1635        |        | Henryk Firlej                    | następnie biskup diecezjalny poznański                                                                          |
| 1635–1636        |        | Andrzej Szołdrski                | następnie biskup diecezjalny poznański                                                                          |
| 1636–1642        |        | Piotr Gembicki                   | następnie biskup diecezjalny krakowski                                                                          |
| 1642–1644        |        | Aleksander Trzebiński            | |
| 1644–1649        |        | Paweł Piasecki                   | |
| 1649–1654        |        | Jan Chryzostom Zamoyski          | następnie biskup diecezjalny łucki                                                                              |
| 1654–1658        |        | Andrzej Trzebicki                | następnie biskup diecezjalny krakowski, interrex                                                                |
| 1658–1677        |        | Stanisław Sarnowski              | następnie biskup diecezjalny włocławski                                                                         |
| 1677–1689        |        | Jan Stanisław Zbąski             | następnie biskup diecezjalny warmiński                                                                          |
| 1689–1701        |        | Jerzy Albrecht Denhoff           | następnie biskup diecezjalny krakowski                                                                          |
| 1701–1718        |        | Jan Kazimierz de Alten Bokum     | następnie biskup diecezjalny chełmiński                                                                         |
| 1719–1724        |        | Krzysztof Jan Szembek            | następnie biskup diecezjalny warmiński                                                                          |
| 1724–1734        |        | Aleksander Antoni Fredro         | |
| 1737–1741        |        | Walenty Aleksander Czapski       | następnie biskup diecezjalny włocławski                                                                         |
| 1742–1760        |        | Wacław Hieronim Sierakowski      | następnie arcybiskup metropolita lwowski                                                                        |
| 1760–1764        |        | Michał Wodzicki                  | |
| 1765–1766        |        | Walenty Franciszek Wężyk         | |
| 1766–1768        |        | Andrzej Stanisław Młodziejowski  | następnie biskup diecezjalny poznański                                                                          |
| 1768–1783        |        | Józef Tadeusz Kierski            | |
| 1783–1786        |        | Antoni Wacław Betański           | |
| 1786–1824        |        | Antoni Gołaszewski               | |
| 1825–1832        |        | Jan Antoni de Potoczki           | |
| 1834–1839        |        | Michał Korczyński                | |
| 1840–1845        |        | Franciszek Zachariasiewicz       | |
| 1846–1860        |        | Franciszek Ksawery Wierzchleyski | następnie arcybiskup metropolita lwowski                                                                        |
| 1860–1862        |        | Adam Jasiński                    | |
| 1863–1869        |        | Antoni Manastyrski               | |
| 1870–1881        |        | Maciej Hirschler                 | |
| 1881–1900        |        | Łukasz Solecki                   | |
| 1900–1924        |        | Józef Sebastian Pelczar          | święty Kościoła Katolickiego                                                                                    |
| 1924–1933        |        | Anatol Nowak                     | |
| 1934–1964        |        | Franciszek Barda                 | |
| 1966–1993        |        | Ignacy Tokarczuk                 | od 1992 arcybiskup metropolita                                                                                  |
| 1993–2016        |        | Józef Michalik                   | arcybiskup metropolita                                                                                          |
| od 2016          |        | Adam Szal                        | arcybiskup metropolita                                                                                          |

### Biskupi pomocniczy
| Lata urzędowania | Biskup | Biskup                      | Uwagi                                                                     |
| ---------------- | ------ | --------------------------- | ------------------------------------------------------------------------- |
| 1682–1690        |        | Jan Dębski                  |                                                                           |
| 1692–1699        |        | Ludwik Bartłomiej Załuski   | następnie biskup diecezjalny płocki                                       |
| 1699–1714        |        | Paweł Konstanty Dubrawski   |                                                                           |
| 1714–1717        |        | Łukasz Jacek Czermiński     |                                                                           |
| 1718–1720        |        | Stanisław Hozjusz           | następnie biskup diecezjalny inflancko-piltyński, kamieniecki i poznański |
| 1721–1723        |        | Michał Stanisław Piechowski |                                                                           |
| 1724–1728        |        | Franciszek Antoni Szembek   |                                                                           |
| 1729–1759        |        | Andrzej Pruski              |                                                                           |
| 1761–1767        |        | Hieronim Wielogłowski       |                                                                           |
| 1768–1769        |        | Michał Witosławski          |                                                                           |
| 1770–1776        |        | Stanisław Wykowski          |                                                                           |
| 1778–1786        |        | Michał Sierakowski          |                                                                           |
| 1781–1783        |        | Antoni Wacław Betański      |                                                                           |
| 1882–1885        |        | Ignacy Łobos                | następnie biskup diecezjalny tarnowski                                    |
| 1887–1898        |        | Jakub Glazer                |                                                                           |
| 1899–1900        |        | Józef Sebastian Pelczar     | następnie biskup diecezjalny przemyski                                    |
| 1901–1931        |        | Karol Fischer               |                                                                           |
| 1931–1933        |        | Franciszek Barda            | następnie biskup diecezjalny przemyski                                    |
| 1934–1967        |        | Wojciech Tomaka             |                                                                           |
| 1957–1983        |        | Stanisław Jakiel            |                                                                           |
| 1964–1993        |        | Bolesław Taborski           |                                                                           |
| 1970–1991        |        | Tadeusz Błaszkiewicz        |                                                                           |
| 1984–2004        |        | Stefan Moskwa               |                                                                           |
| 1988–1992        |        | Edward Białogłowski         | następnie biskup pomocniczy rzeszowski                                    |
| 1989–1992        |        | Edward Frankowski           | następnie biskup pomocniczy sandomierski                                  |
| 2000–2016        |        | Adam Szal                   | następnie arcybiskup metropolita przemyski                                |
| 2006–2012        |        | Marian Rojek                | następnie biskup diecezjalny zamojsko-lubaczowski                         |
| od 2013          |        | Stanisław Jamrozek          |                                                                           |
| od 2020          |        | Krzysztof Chudzio           |                                                                           |